# Асен Хаджиолов (хистолог)
Асен Иванов Хаджиолов е български учен цитолог, хистолог и ембриолог, академик на Българската академия на науките.

## Биография
Роден е на 6 януари 1903 г. стар стил (19 януари 1903 г. нов стил) в с. Широково, Русенско. Загубил рано своя баща по време на Първата световна война, той поема и грижата за семейството заедно с майка си, по професия акушерка. Завършва гимназиалното си образование в гр. Бяла и Самоков и след спечелен конкурс за стипендия постъпва като студент в Медицинския факултет на Софийския университет, където се дипломира през 1926 г. Следва специализация в Париж и Лион, където успешно разработва и публикува първите си научни трудове и защитава дисертация на тема: „Хистофизиология на мастната тъкан и морфологически метаболизъм на мазнините“ (1929).
След завръщането си от Франция, през 1928 г. е назначен за редовен асистент в Медицинския факултет на Софийския университет, а няколко години по-късно е избран за редовен доцент и става ръководител на Катедрата по хистология и ембриология. Едва 31-годишен, през 1934 г., Хаджиолов е вече извънреден професор при Катедрата, която ръководи почти четири десетилетия (до 1968 г.). През този период той привлича за свои асистенти и сътрудници също млади хора, които са бъдещите ни изтъкнати учени и лекари – акад. Г. Узунов, проф. Кр. Балабанов, проф. Бр. Папазов и др. От 1945 г. Хаджиолов е редовен професор към същата катедра. През 1947 г. е избран за член-кореспондент на Българската академия на науките, а през 1951 г. – за действителен член (академик). През 1947 г. заедно с акад. Д. Ораховац основават Института по експериментална медицина при Биологичния клон на БАН. През 1953 г. е създаден Институт по морфология при Отделението за медицински и биологични науки на БАН, днес Институт по експериментална морфология, патология и антропология с музей. Хаджиолов става пръв негов директор и до 1976 г. ръководи това научно звено.
Той е сред членовете основатели на Съюза на приятелите на СССР (1932) и на Българо-съветското дружество в София (1934).
Основател и учредител на Съюза на научните работници в България (днес Съюз на учените в България), негов пръв председател и дългогодишен председател на Секцията по медицина и стоматология. На ІV конгрес на Съюза през 1989 г. е избран за негов почетен член.
През 1959 г. основава Дружеството на българските анатоми, хистолози и ембриолози, на което също е дългогодишен председател и по-късно – почетен председател.
Той е основател, главен редактор и член на редколегии на научни и научнопопулярни списания и специализирани поредици и е един от най-изтъкнатите популяризатори на научни знания.
Умира на 1 юни 1994 г.

## Изследвания и приноси
Основно място в изследванията му заемат липидите, собствената и индуцирана флуоресценция на клетките и тъканите, проблемите на флуоресцентната цито- и хистохимия, на кръвната, половата и нервната тъкан и редица други въпроси на съвременната експериментална морфология, отразени в многобройни публикации, монографични трудове и учебници. Особено оригинални и често цитирани са теоретичните концепции на акад. А. И. Хаджиолов за устройството и еволюцията на клетките и за интегрирането им в тъкани и органи, а също и за класификацията на тъканите в човешкия организъм.
Научните приноси на Хаджиолов са отразени в три негови монографии, няколко издания на учебници и над 1000 научни статии, публикувани на български и чужди езици.

## Признание и награди
Израз на международно признание е изборът му за почетен член на редица чуждестранни научни дружества и институции: Унгарската академия на науките, Будапещенския медицински университет, Чехословашкото медицинско дружество „Ян Пуркиние“, Международната академия по история на науките в Париж, Отделението за физико-математически и естествени науки при ЮНЕСКО, Балканския медицински съюз и др.
Герой на социалистическия труд (1983).

## Семейство
Асен Хаджиолов е женен за Елена Атилова Силаги (родена през 1899 г.), с която имат две деца: Асен Асенов Хаджиолов (роден през 1930 г.) и Кремена Хаджиолова (родена през 1936 г.). Бащата на Еленка Атилова Силаги е полк. Атила Силаги, участник в Първата световна война и починал от раните си, получени по време на атентата в църквата „Света Неделя“. Кремена Хаджиолова се жени за художника Димитър Каранджулов.